# Guangxu

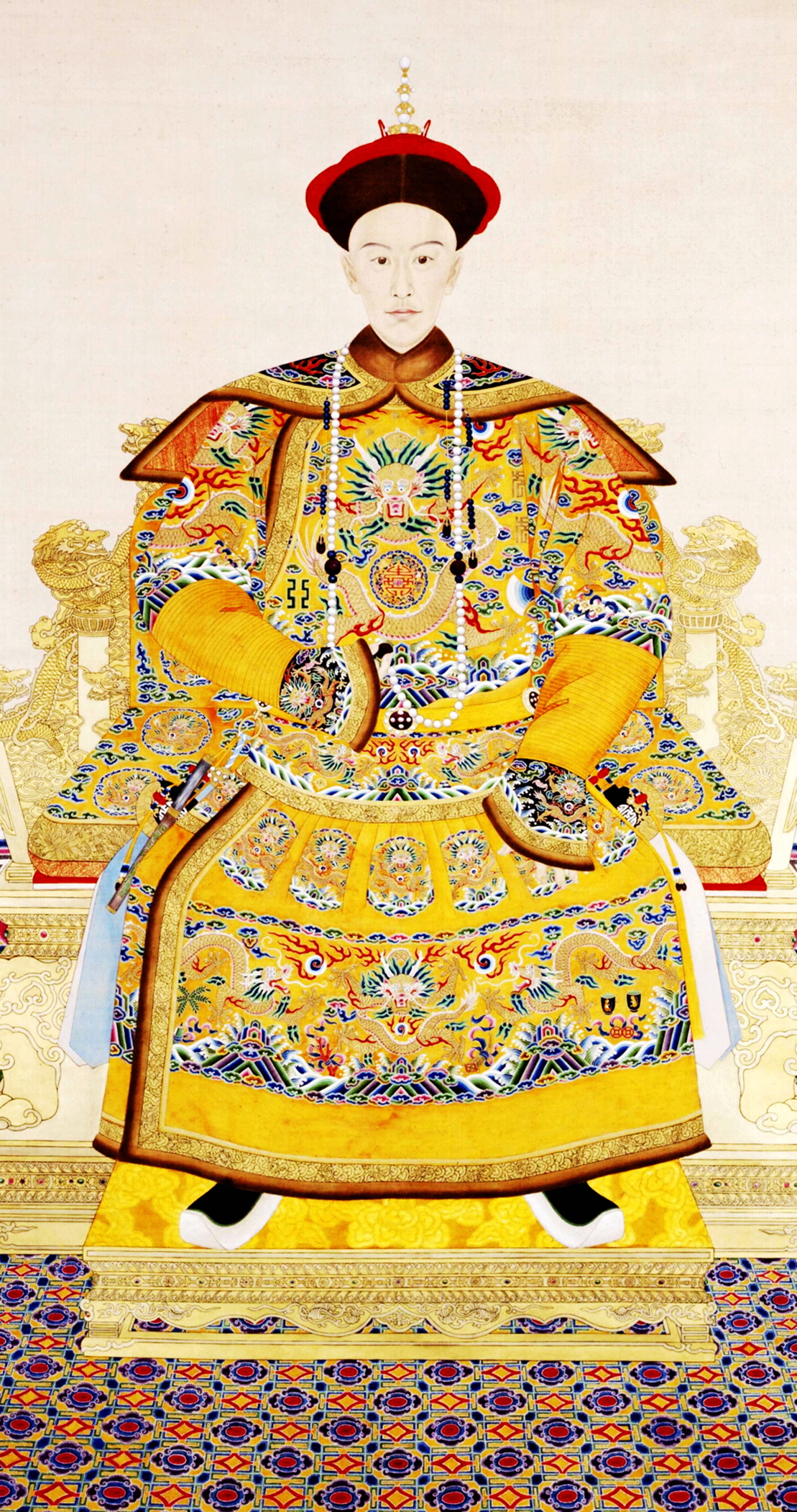
Hofporträt des Kaisers Guangxu

Guāngxù (chinesisch 光绪帝 / 光緒帝, Pinyin Guāngxù Dì, W.-G. Kuang1-hsu4 (Kuang-Hsu, Kwang-Hsü) Ti4, mandschu.: Zaitian/Dzai-Tiyan, Badarangga Doro; * 14. August 1871; † 14. November 1908 in Peking) entstammte einer Nebenlinie der mandschurischen Qing-Dynastie und war vom 25. Februar 1875 bis zu seinem Tod Kaiser von China.

## Herkunft
Der spätere Kaiser Guangxu wurde am 14. August 1871 in Peking unter seinem Geburtsnamen Zaitian (載湉) geboren und gehörte einer Nebenlinie des mandschurischen Adelsgeschlechts der Aisin Gioro an, die seit 1644 die Kaiser der Qing-Dynastie stellten. Er war ein Sohn des Prinzen Chun I. (1840–1891) und dessen Hauptfrau Yehe Nara Wanzhen (1841–1896), einer Schwester der einflussreichen Kaiserinwitwe Cixi. Zaitian lebte zunächst im Nördlichen Herrschaftssitz, einem Palast im Siheyuan-Stil.

## Familie
- Adoptivmütter von 1875 an: Kaiserinwitwen Ci’an (1837–1881) und Cixi (1835–1908)
- Regentinnen: de jure Erste Regentin Ci’an von 1875 bis zu ihrem Tod 1881, Zweite Regentin Cixi von 1875 bis 1881, einzige Regentin nach Ci’ans Tod bis 1889, de facto Cixi wiederum von 1898 bis zum Tod von Guangxu 1908
- Kaiserin: Yehe Nara Jingfen, später Kaiserinwitwe Longyu, posthum Kaiserin Xiaodingjing (孝聖景皇后, 1868–1913)
- Zwei weitere Konkubinen: Jin Fei (1873–1924) und Zhen Fei (Pearl Concubine, 1876–1900)
- Keine Nachkommen

## Leben
Am 12. Januar 1875 verstarb überraschend der 18-jährige Kaiser Tongzhi, Zaitians Cousin, ohne einen legitimen männlichen Nachkommen hinterlassen zu haben. Da es keinen geeigneten Nachfolger aus der folgenden Generation gab, der gemäß der Tradition die erforderliche Ahnenverehrung hätte ausführen können, entschied eine Versammlung von führenden Mitgliedern des Hofes und der kaiserlichen Familie, unter Vorsitz der beiden Kaiserinwitwen Cixi und Ci’an, dass ein Cousin des verstorbenen Kaisers dessen Nachfolger werden sollte. Die Wahl fiel auf den drei Jahre alten Zaitian, den Cixi und Ci’an offiziell per Dekret adoptierten. Der Junge wurde daraufhin in die Verbotene Stadt gebracht und am 25. Februar 1875 in der Halle der höchsten Harmonie gemäß seiner Bestimmung inthronisiert und übernahm das „Mandat des Himmels.“ Seine Regierungsdevise lautete Guangxu (宣統 / 宣统), zu deutsch etwa Glanzvolle oder Ruhmreiche Herrschaft und er wurde der elfte Qing-Kaiser. Damit hatte Cixi, bislang die einflussreichste Persönlichkeit am Hof und der Dynastie, ihre allmächtige Position auf Dauer gesichert und neben ihr übte auch Ci’an die Regentschaft für den minderjährigen Guangxu aus. 
Als Lehrer des Kindkaisers wurde Großtutor Weng Tonghe ausersehen, der auch bereits den Vorgänger Tongzhi erzogen hatte. Im Gegensatz zu diesem war Guangxu ein gelehriger Schüler, der mit Eifer die Konfuzianischen Klassiker studierte, die die geistige Grundlage der kaiserlichen Herrschaft bildeten. Allerdings war er ein kränklicher, leicht beeinflussbarer Knabe, dessen Stimme infolge einer schweren Lungenkrankheit für Fremde nahezu nicht vernehmbar war. Er hing anscheinend sehr an seiner Adoptivmutter Ci’an, deren Tod 1881 ihn in eine tiefe Depression stürzte, während er seine andere Adoptivmutter fürchtete, zumal ihre Wutausbrüche notorisch waren. Als verhängnisvoll für China und die Qing-Dynastie sollte sich erweisen, dass er die Verbotene Stadt kaum je verlassen hat und daher die Welt fast nur aus der klassischen Literatur kannte. Er war allerdings der erste chinesische Kaiser, der Grundzüge der englischen Sprache erlernte und sich westliche Bücher übersetzen ließ. Aufgrund seiner mangelnden politischen Reife zögerten Cixi und der Hof seine Heirat und damit seinen Regierungsantritt länger als üblich hinaus. 1888 wurde zu seiner Gemahlin und damit auch zur Kaiserin Jingfen (靜芬) auserwählt, eine Nichte Cixis aus dem Yehe-Nara-Clan. Als Konkubinen wurden zwei Frauen aus dem Tatara-Clan bestimmt, Jin Fei (瑾妃, Jade Concubine) und Zhen Fei (珍妃, Pearl Concubine). Zu letzterer empfand Guangxu eine große Zuneigung, er sollte allerdings mit keiner dieser Frauen Kinder haben; wahrscheinlich war er impotent. Mit 18 Jahren trat er im Februar 1889 die eigenständige Regierung an.
Schon in der Tongzhi-Zeit konnten der Taiping-Aufstand im Südosten des Kaiserreichs 1864 und der der Nian im Norden 1868 niedergeworfen werden, allerdings zu einem hohen Preis: Die beiden hohen Beamten und Generäle Zeng Guofan und Li Hongzhang hatten sich eigene – überwiegend han-chinesische und landsmannschaftlich organisierte – Armeen aufbauen können; sie waren zwar im Wesentlichen der Qing-Dynastie ergeben, schwächten aber tendenziell die Herrschaft der Mandschu, deren Armee, die Acht Banner, verlor immer mehr an Bedeutung. Die Haltung der westlichen Mächte gegenüber China und der Qing-Dynastie war ambivalent. Einerseits bedrängten sie das Land vor allem an seiner Peripherie: Im Krieg von 1884/85 entriss Frankreich mit Tonkin den Rest des heutigen Vietnam dem chinesischen Einfluss und Tributsystem. Gleichzeitig musste das Reich im Vertrag von Tientsin Japan als gleichberechtigte Schutzmacht von Korea anerkennen. Andererseits zogen die Westmächte (mit den USA und Japan) das schwache Regime der Qing einem Umsturz mit ungewissem Ausgang vor, so dass sie es bei innerchinesischen Konflikten regelmäßig unterstützten. So diskreditierten sich die Mandschu wegen ihrer fortwährend erzwungenen Zugeständnisse in der entstehenden Öffentlichen Meinung in China immer mehr. Es entstand allmählich ein chinesischer Nationalismus, der sich gegen die Fremdherrschaft gleichermaßen der Westler und der Mandschu richtete (siehe Sun Yat-sen und Xingzhonghui). Im Rahmen der Selbststärkungsbewegung rüstete das Kaiserreich Anfang der 1880er Jahre die Marine weiter mit Dampfschiffen aus, u. a. bestellte es 1881 für die Nordflotte bei der Vulcan-Werft die beiden Turmschiffe Dingyuan und Zhenyuan, nominell die nun größten und feuerstärksten Schiffe im Nordchinesischen Meer. Sie wurden auf Bitten Frankreichs allerdings erst 1885 nach Ende des Chinesisch-Französischen Krieges an China ausgeliefert. Trotzdem konnte China in diesem Krieg bereits vereinzelte Erfolge erzielen, so dass es auf eine teilweise Revision der sogenannten Ungleichen Verträge hoffen konnte, als Guangxu selbst den Drachenthron bestieg.
Der Chinesisch-Französische Krieg war vor allem für die seit 1875 bestehende Kaiserliche Marine desaströs verlaufen. In der Seeschlacht von Fuzhou 1884 wurden nicht nur zehn von zwölf Dampfkriegsschiffen der Südflotte versenkt, sondern daraufhin auch die dortige Werft schwer beschädigt, die einen Großteil dieser Schiffe gebaut hatte. Fast genau zehn Jahre nach dieser Katastrophe verlor die Kaiserliche Marine im Chinesisch-Japanischen Krieg von 1894/95 einen großen Teil seiner Nordflotte anlässlich der Seeschlacht am Yalu, den Rest dieser Teilstreitkräfte in der Schlacht von Weihaiwei. Der anschließende Friedensvertrag von Shimonoseki sah insbesondere die Abtretung Taiwans, der Pescadores-Inseln sowie der Halbinsel Liaodong auf dem chinesischen Festland an Japan vor. Das Deutsche und Russische Reich sowie Frankreich intervenierten erfolgreich gegen die Abtretung Liaodongs. Japan wurde nunmehr die einzige Schutzmacht Koreas, womit China dessen Tribute einbüßte, und erhielt schließlich die gewaltige Summe von 230 Millionen Silbertael als Reparationen. Taiwan erklärte sich für unabhängig und wurde gleichwohl wenig später zur japanischen Kolonie gemacht, Liaodong verblieb bei China. In den folgenden Jahren fielen daraufhin Qingdao an das Deutsche Kaiserreich, Weihai an Großbritannien, Liaodong und Lüshun an das Russische Reich sowie die Region Zhanjiang in Guangdong an Frankreich. Es spricht wenig dafür, dass Kriegführung und Friedensverhandlungen vom Kaiserhof wesentlich beeinflusst, geschweige denn bestimmt wurden, jedoch gilt wie bereits für die anderen Kaiser des 19. Jahrhunderts: Über die Entscheidungsfindung in der Verbotenen Stadt gibt es keine zuverlässigen, im Westen allgemein zugängliche Quellen und Akten, so dass man über die Bedeutung von Guangxu, Cixi, dem Großen Rat mit seinen Fraktionen oder weiteren Beratern, z. B. den Großtutoren, lediglich spekulieren kann.
Cixi zog sich zumindest für mehrere Monate im Jahr in den Sommerpalast zurück, behielt aber wohl immer noch erheblichen Einfluss auf die Regierungsarbeit. Eine der wenigen bedeutenden, von Kaiser Guangxu autonom getroffenen Maßnahmen war die Hundert-Tage-Reform von 1898, die von Cixi alsbald erstickt wurde. Diese Reform nahm sie zum Vorwand, den Kaiser zu entmachten. Sie ließ Guangxu verhaften und auf einer Insel im südlichen Palastsee internieren. Sie beraubte ihn sämtlicher kaiserlicher Privilegien. Die meisten seiner Berater (wie z. B. Tan Sitong) wurden auf Cixis Befehl hingerichtet oder verbannt, nur zwei von ihnen wurden durch den Kaiser rechtzeitig gewarnt, Kang Youwei und Liang Qichao, die nach Japan flohen. Die Macht lag faktisch wieder ausschließlich in Cixis Händen.

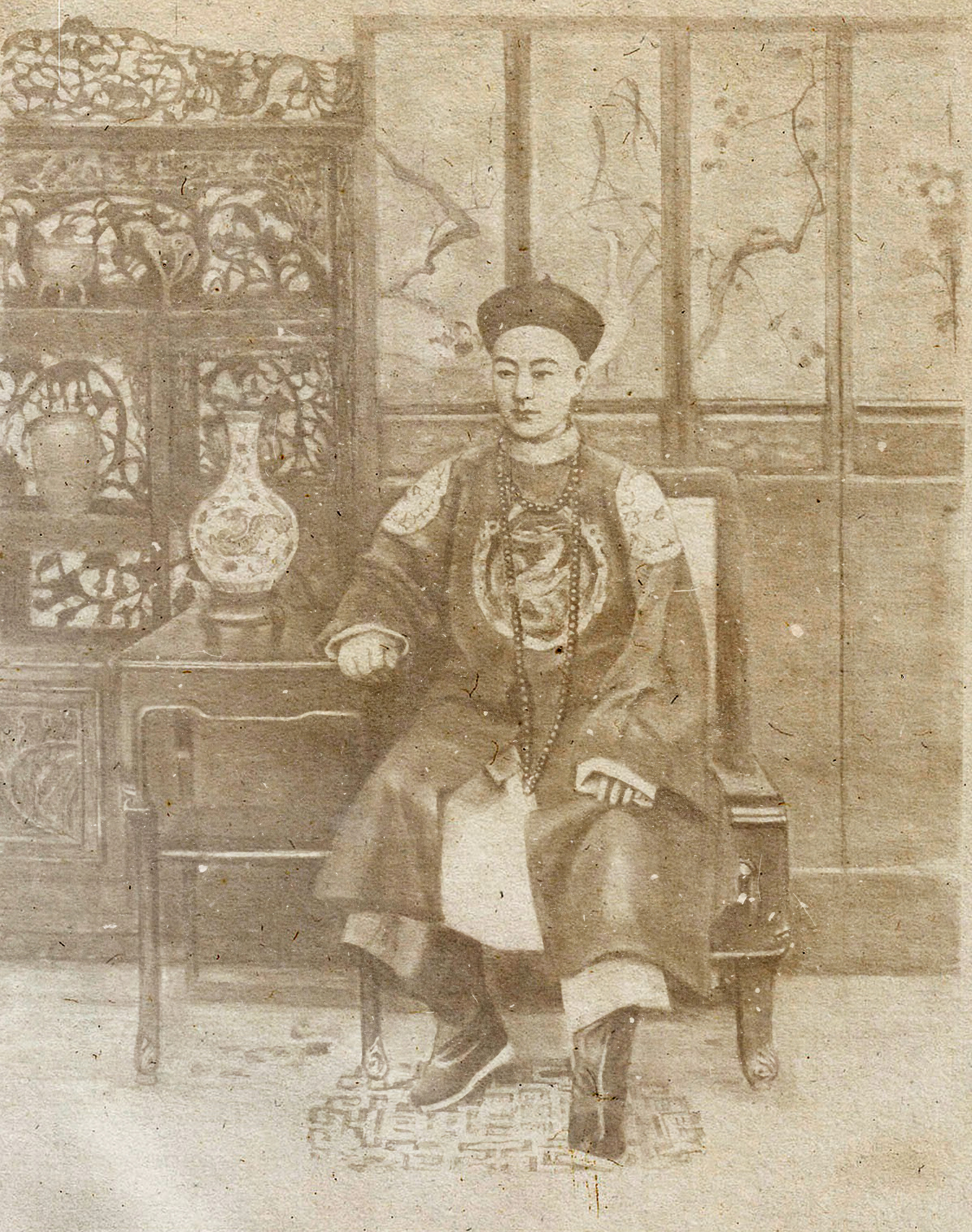
Porträt des Kaisers Guangxu

Guangxu starb 1908, einen Tag vor seiner Tante. Als offizielle Todesursache wurde eine Nierenschrumpfung infolge der Tuberkulose angegeben, an der der Kaiser seit 1907 gelitten hatte. Es wird jedoch vermutet, dass ihn die auf dem Sterbebett liegende Cixi vergiften ließ, damit Puyi, der Sohn des Prinzen Chun II., zu seinem Nachfolger wurde. Tatsächlich wurde bei Untersuchungen 2008 im Leichnam von Guangxu eine tödliche Dosis Arsen entdeckt.

## Namen
- Clan: Aisin Gioro (愛新覺羅)
- Regierungsdevise: Guangxu (光绪), deutsch etwa Ruhmreiches Werk (6. Februar 1875 – 21. Januar 1909)
- Tempelname (posthum): Dezong (德宗)
- Posthumer Titel (Kurzfassung): Jing Huangdi (景皇帝)